# اسکار کورشلت
اسکار کورشلت (آلمانی: Oskar Korschelt؛ ۱۸ سپتامبر ۱۸۵۳ – ۴ ژوئیهٔ ۱۹۴۰) یک شیمی‌دان اهل آلمان بود.